# NGC 1091
NGC 1091 je galaksija u zviježđu Eridan.

## Vanjske poveznice
- SEDS: NGC 1091